# Ester Nagel
Ester Merete Nagel (5. marts 1918 i Stockholm - 19. marts 2005) var en dansk forfatterinde.
Hun var datter af impresario Arnold Walter Nagel (1889-1947) og Else Elise Kønig (1893-1973) og debuterede i 1940 med en novelle i Vild Hvede, det danske litterære tidskrift, der i dag hedder Hvedekorn.
Ester Nagel voksede op i Berlin og i København og skrev og tegnede fra en tidlig alder. Hun blev udlært apoteksassistent i 1938, men levede af sit forfatterskab fra 1943. Hun var gift med forfatter Halfdan Rasmussen fra 1943 til 1973. Sammen fik de to børn, skuespilleren Iben Nagel Rasmussen og Musikeren Tom Nagel Rasmussen.
Ester Nagels forfatterskab rummede noveller, romaner, hørespil, dramatik, artikler og kronikker.
I 1950'erne og 60'erne skrev Ester Nagel flere hørespil til Danmarks Radio, blandt andre Lad Magdalena fortælle (1959) om en krigsflygtnings skæbne i en flygtningelejr. Andre hørespil har kønsrollemønstre og ægteskab som temaer. Hun var fra slutningen af 1940'erne til 1970'erne aktiv i Dansk Kvindesamfund.
Ester Nagel var en af de få kvindelige forfattere i sin generation, og i bogen Husmor og Skribøse (en brevveksling med veninden Tove Ditlevsen) udtrykker hun den splittelse, hun føler mellem sin karriere som forfatterinde og sin rolle som husmor og mor til to små børn. Også hendes øvrige forfatterskab omhandlede ofte samfundsmæssige eller kønspolitiske emner. Ester Nagel bidrog ud over sine bøger og hørespil med artikler og kronikker til danske aviser.